# Houston (Missouri)
Houston é uma cidade localizada no estado americano de Missouri, no Condado de Texas.

## Demografia
Segundo o censo americano de 2000, a sua população era de 1992 habitantes.
Em 2006, foi estimada uma população de 2023, um aumento de 31 (1.6%).

## Geografia
De acordo com o United States Census Bureau tem uma área de
9,2 km², dos quais 9,2 km² cobertos por terra e 0,0 km² cobertos por água. Houston localiza-se a aproximadamente 372 m acima do nível do mar.

## Localidades na vizinhança
O diagrama seguinte representa as localidades num raio de 36 km ao redor de Houston.